# Hyundai Mobis
A Hyundai Mobis é um grupo empresarial da Coreia do Sul fundado em 1977 pela Hyundai Precision & Industries Corporation e que fabrica componentes automotivos para diversas empresas.